# ميريام ناور
ميريام ناور [(بالعبرية: מרים נאור‏)؛ وُلِدت في 26 أكتوبر 1947]، كانت رئيسة المحكمة العليا في إسرائيل من يناير 2015 إلى أكتوبر عام 2017. أُحِيلت ناور على التقاعد في نهاية أكتوبر 2017 عند بلوغها 70 سنةً وهو سن التقاعد القضائي الإلزامي، لتخلفها إستر حايوت.

## النشأة
وُلِدت ميريام ناور في القدس. وهي تنحدر من عائلة متجذرة في التقليد الصهيوني التصحيحي. شغل زوجها، أرييه ناور، منصب سكرتير حكومة رئيس الوزراء مناحيم بيغن من عام 1977 إلى عام 1982. وكانت حماتها، إستر رازيل ناور، عضوة لفترة طويلة في الكنيست عن حزب حيروت (حزب الليكود لاحقاً) من عام 1949 إلى 1973. أما ابنها نفتالي - الذي كان مناحيم بيغن عرابه - فقد شارك دون جدوى في الانتخابات التمهيدية لليكود.

## الحياة المهنية
تخرجت ناور من كلية الحقوق بالجامعة العبرية عام 1971 وعملت كاتبة لدى قاضي المحكمة العليا (رئيس القضاة لاحقاً) موشيه لاندو. كما عملت في القضايا الدستورية في مكتب المدعي العام في عهد ميشيل حشين، الذي تم تعيينه لاحقاً نائباً لرئيس القضاة.
في عام 1980 فازت بأول تعيين قضائي لها في محكمة الصلح في القدس. وفي وقت لاحق من التسعينيات، عملت كواحدة من القضاة الذين أدانوا رئيس حزب شاس أرييه درعي بتهم رشوة. ثم أصبحت قاضية دائمة في المحكمة العليا عام 2003.
أمضت ناور 38 عاماً في المحكمة، 17 منها في المحكمة العليا. كان قانونها الأخير هو المصادقة على الحكم الذي سمح لمحلات السوبر ماركت ومراكز الترفيه في تل أبيب بالبقاء مفتوحة يوم السبت.
منذ أكتوبر 2018، شغلت منصب رئيس المحكمة الصهيونية العليا للمنظمة الصهيونية العالمية.